# Region Skåne
Region Skåne, tidigare Skåne läns landsting, är regionkommunen i Skåne län. Regionen ansvarar, som alla regioner, främst för hälso- och sjukvård. Region Skåne har också ett samordningsansvar för det regionala utvecklingsarbetet i länet med frågor som infrastrukturplanering, näringslivsutveckling, miljö- och planeringsstrategiskt arbete samt interregionalt samarbete.  Regionen ansvarar också för kollektivtrafiken inom länet och bedriver även kulturell verksamhet.

## Administrativ historik
Sedan Kristianstads län och Malmöhus län från den 1 januari 1997 slagits samman till Skåne län var det 1999 dags även för landstingen att gå samman. Från Malmö kommun, som dittills stått utanför landstinget, överfördes sjukvård och annan landstingsverksamhet. 

## Heraldiskt vapen
Till skillnad från andra regioner har Region Skåne beslutat anta ett heraldiskt vapen. Detta vapen är en variant av den kända Skånegripen. Vapnet visar ett gyllene griphuvud på blå botten, till skillnad från länsvapnet  och landskapsvapnet som har rött och guld som tinkturer.

## Sjukhus

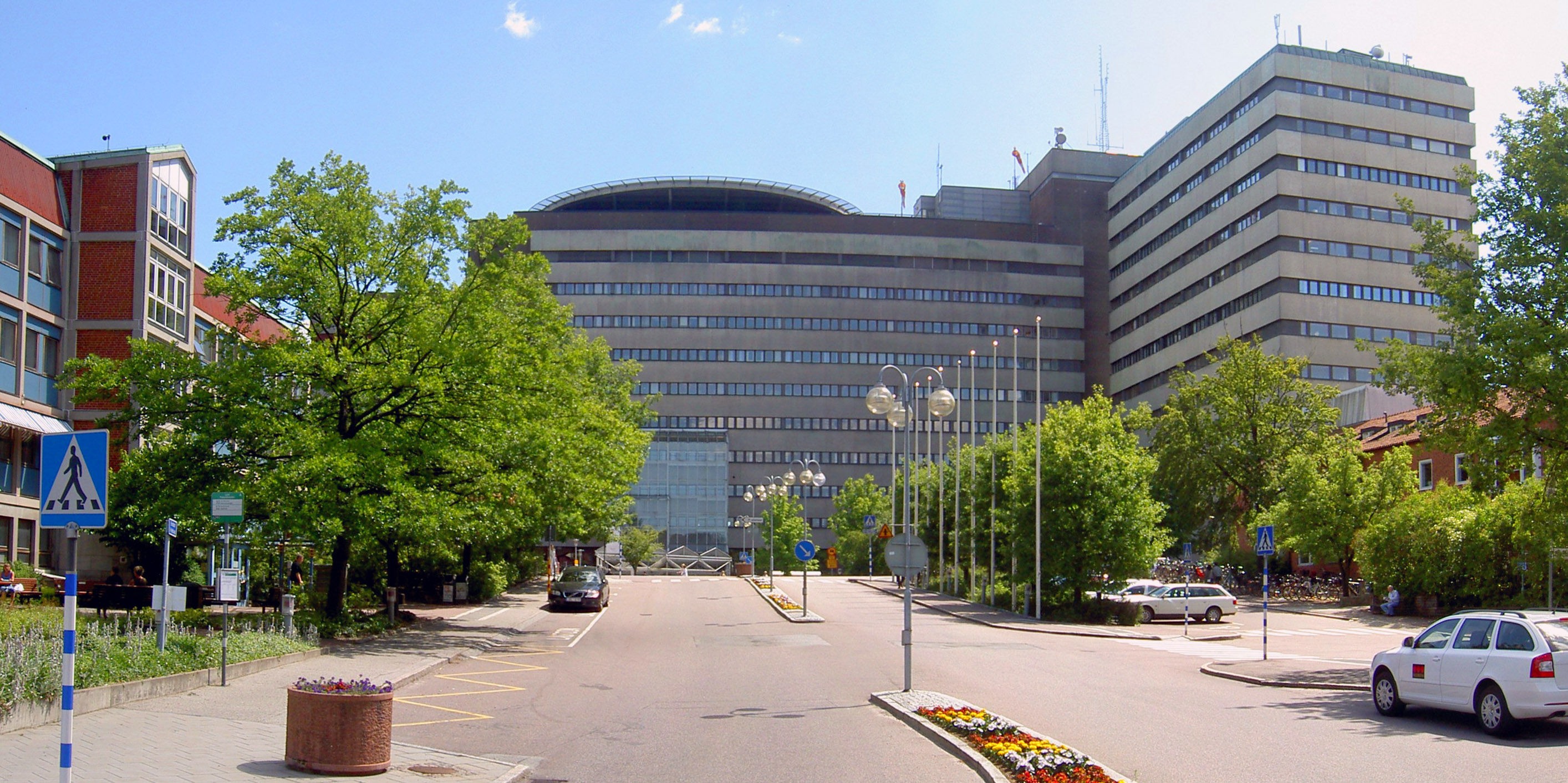
Tidigare Universitetssjukhuset i Lund, sedan 2010 en del av Skånes universitetssjukhus.

- Centralsjukhuset Kristianstad
- Helsingborgs lasarett
- Hässleholms sjukhus
- Lasarettet i Landskrona
- Skånes universitetssjukhus
- Sjukhuset i Simrishamn
- Lasarettet Trelleborg
- Lasarettet i Ystad
- Ängelholms sjukhus

## Kollektivtrafik
Region Skånes regionala utvecklingsnämnd är Skånes regionala kollektivtrafikmyndighet. Skånetrafiken är Skånes trafikhuvudman och är en förvaltning inom Region Skåne. Skånetrafiken planerar, marknadsför och upphandlar den lokala kollektivtrafiken inom Skåne län. Trafiken utförs av entreprenörer.

## Kultur
- Regionmuseet Kristianstad

## Organisation

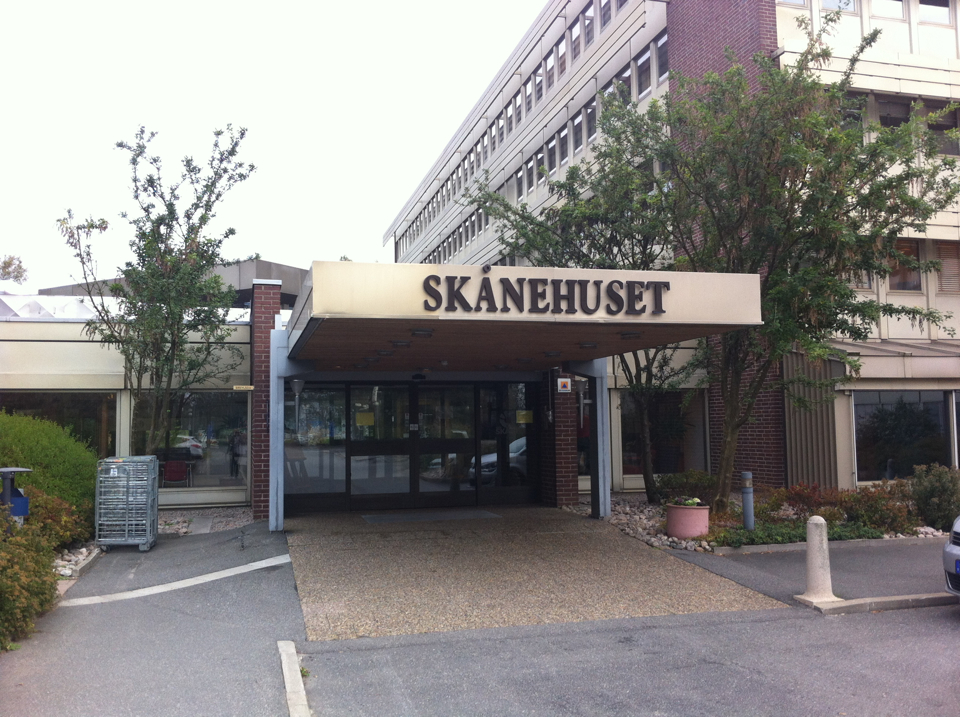
Skånehuset i Kristianstad var det politiska sätet för regionen till och med 2014.

Region Skåne är, som alla regioner, en politiskt styrd organisation med regionfullmäktige som högsta beslutande organ. Regionstyrelse har det verkställande politiska ansvaret och bereder ärenden som behandlas i fullmäktige. Regionfullmäktige, regionstyrelsen och flera av nämnderna sammanträder i Rådhus Skåne i Kristianstad.
Under fullmäktige lyder facknämnder som ansvarar för de enskilda sakområdena inom regionens verksamheter: Hälso- och sjukvårdsnämnden, Regionala utvecklingsnämnden, Kollektivtrafiknämnden, Psykiatri- Habiliterings- och hjälpmedelsnämnden, Servicenämnden, Kulturnämnden, Patientnämnden, Primärvårdsnämnden. Under Hälso- och sjukvårdsnämnden finns också sju stycken sjukhusstyrelser: Helsingborg, Hässleholm, Kristianstad, Landskrona, SUS (Skånes Universitetssjukhus Malmö-Lund), Trelleborg, Ystad och Ängelholm.
Till nämnderna finns dessutom kopplade så kallade beredningar med visst mandat att lägga fram förslag för nämndernas, regionstyrelsens och regionfullmäktiges beslut: Beredningen för strategiska sjukvårdsinvesteringar, Folkhälsoberedningen.

## Politik
I Region Skåne styr Moderaterna, Liberalerna och Kristdemokraterna med stöd av Sverigedemokraterna. 

### Regionstyrelsens ordförande / Regionråd
| Namn | Namn                | Från | Till | Politisk tillhörighet |
| ---- | ------------------- | ---- | ---- | --------------------- |
|      | Carl Sonesson       | 1998 | 2002 | Moderaterna           |
|      | Uno Aldegren        | 2002 | 2006 | Socialdemokraterna    |
|      | Jerker Swanstein    | 2006 | 2010 | Moderaterna           |
|      | Pia Kinhult         | 2010 | 2014 | Moderaterna           |
|      | Henrik Fritzon      | 2014 | 2018 | Socialdemokraterna    |
|      | Carl Johan Sonesson | 2018 |      | Moderaterna           |

### Regionfullmäktige 2022–2026
| Ordförande | Ordförande             | Vice ordförande | Vice ordförande | Andre vice ordförande | Andre vice ordförande |       |
| ---------- | ---------------------- | --------------- | --------------- | --------------------- | --------------------- | ----- |
| M          | Annika Annerby Jansson | SD              | Johan Ohlin     | S                     | Irene Nilsson         | [ 1 ] |

### Regionstyrelsen 2022–2026
| Ordförande | Ordförande          | Förste vice ordförande | Förste vice ordförande | Andre vice ordförande | Andre vice ordförande |       |
| ---------- | ------------------- | ---------------------- | ---------------------- | --------------------- | --------------------- | ----- |
| M          | Carl Johan Sonesson | L                      | Gilbert Tribo          | S                     | Henrik Fritzon        | [ 1 ] |

### Nämnd- och styrelsepresidier[2]
| Nämnder och styrelser                           | Ordförande | Ordförande               | Förste vice ordförande | Förste vice ordförande    | Andre vice ordförande | Andre vice ordförande    |
| ----------------------------------------------- | ---------- | ------------------------ | ---------------------- | ------------------------- | --------------------- | ------------------------ |
| Psykiatri, habilitering- och hjälpmedelsnämnden | KD         | Per Einarsson            | M                      | Albin Schyllert           | S                     | Maria Nyström Stjärnskog |
| Hälso- och sjukvårdsnämnden                     | M          | Anna Mannfalk            | SD                     | Marlen Ottesen            | S                     | Anna-Lena Hogerud        |
| Kollektivtrafiknämnden                          | M          | Carina Zachau            | SD                     | Patrik Ohlsson            | S                     | Andreas Schönström       |
| Kulturnämnden                                   | L          | Fredrik Sjögren          | SD                     | Therese Borg              | S                     | Stefan Pettersson        |
| Patientnämnden                                  | M          | Åsa Ekstrand             | M                      | Nina Dakwar               | S                     | Leif Göthed              |
| Personalnämnden                                 | M          | Linda Allanson Wester    | SD                     | Camilla Wifralius         | S                     | David Westlund           |
| Regionala utvecklingsnämnden                    | M          | Anna Jähnke              | SD                     | Niclas Nilsson            | S                     | Anna Ingers              |
| Servicenämnden                                  | L          | Inger Tolsved Rosenkvist | SD                     | Paul Svensson             | S                     | Nihad Pasalic            |
| Primärvårdsnämnden                              | L          | Lisa Flinth              | M                      | Daniel Jönsson Lyckestam  | S                     | Jonad Esbjörnsson        |
| Sjukhusstyrelse Trelleborg                      | M          | Åsa Ekblad               | L                      | Charlotte Ramel-Andersson | S                     | Birgitta Almroth         |
| Sjukhusstyrelse Ystad                           | KD         | Lars Lundberg            | SD                     | André af Geijerstam       | S                     | Birgitta Cestrone Nyman  |
| Sjukhusstyrelse Hässleholm                      | M          | John Eklöf               | L                      | Daniel Tejera             | S                     | Anders Wallentheim       |
| Sjukhusstyrelse Kristianstad                    | M          | Adéle Ceimertz           | SD                     | Susanne Lottsfeldt        | S                     | Marianne Eriksson        |
| Sjukhusstyrelse Ängelholm                       | L          | Christer Sörliden        | M                      | Malin Ahlström            | S                     | Susanne Jönsson          |
| Sjukhusstyrelse Helsingborg                     | KD         | Anders Lundström         | M                      | Richard Lundberg          | S                     | Mikael Skoog             |
| Sjukhusstyrelse Landskrona                      | M          | Dan Ishaq                | L                      | Åsa Holmén                | S                     | Mecide Özer              |
| Sjukhusstyrelse SUS                             | KD         | Maria Berglund           | SD                     | Jaqcueline Maly           | S                     | Carina Svensson          |

### Beredningspresidier
| Nämnd                                         | Ordförande | Ordförande               | Förste vice ordförande | Förste vice ordförande | Andre vice ordförande | Andre vice ordförande |
| --------------------------------------------- | ---------- | ------------------------ | ---------------------- | ---------------------- | --------------------- | --------------------- |
| Arvodesberedningen                            | M          | Gustav Schyllert         | S                      | Joakim Sandell         |                       |                       |
| Beredning för strategisk fastighetsutveckling | L          | Inger Tolsved Rosenkvist | M                      | Carina Wutzler         | S                     | Mattias Olsson        |
| Hållbarhetsberedningen                        | M          | Tony Rahm                | S                      | Petra Bergqvist        |                       |                       |

### Utskottspresidier
| Nämnd                          | Ordförande | Ordförande          | Vice ordförande | Vice ordförande |
| ------------------------------ | ---------- | ------------------- | --------------- | --------------- |
| Regionstyrelsens arbetsutskott | M          | Carl-Johan Sonesson | S               | Henrik Fritzon  |

### Regionledning
| Titel     | Namn | Namn                     | Titel          | Namn | Namn                |
| --------- | ---- | ------------------------ | -------------- | ---- | ------------------- |
| Regionråd | M    | Carl Johan Sonesson      | Oppositionsråd | S    | Henrik Fritzon      |
| Regionråd | M    | Anna Jähnke              | Oppositionsråd | S    | Anna-Lena Hogerud   |
| Regionråd | M    | Anna Mannfalk            | Oppositionsråd | S    | Carina Svensson     |
| Regionråd | M    | Carina Zachau            | Oppositionsråd | S    | Anna Ingers         |
| Regionråd | L    | Gilbert Tribo            | Oppositionsråd | SD   | Niclas Nilsson      |
| Regionråd | L    | Inger Tolsved Rosenkvist | Oppositionsråd | SD   | Marlen Ottesen      |
| Regionråd | KD   | Per Einarsson            | Oppositionsråd | SD   | Paul Svensson       |
| Regionråd | KD   | Anders Lundström         | Oppositionsråd | V    | Alexandra Thomasson |

### Mandatfördelning i valen 1998-2022
| 11 | 56 | 6 | 6 | 9 | 8 | 12 | 41 |

| 86 | 63 |

| 10 | 64 |  | 9 | 19 | 11 | 31 |

| 85 | 64 |

| 7 | 53 | 7 | 10 | 9 | 13 | 7 | 43 |

| 77 | 72 |

| 6 | 47 | 10 | 14 | 7 | 12 |  | 48 |

| 82 | 67 |

| 8 | 51 | 11 | 23 | 7 | 9 |  | 35 |

| 76 | 73 |

| 10 | 41 | 6 | 30 | 10 | 10 | 8 | 34 |

| 82 | 67 |

| 12 | 44 | 6 | 30 | 7 | 8 | 9 | 33 |

| 77 | 72 |

För valresultat äldre än 1998, se respektive tidigare landsting; Malmöhus läns landsting, Kristianstads läns landsting eller Malmö kommun, som var eget landsting.

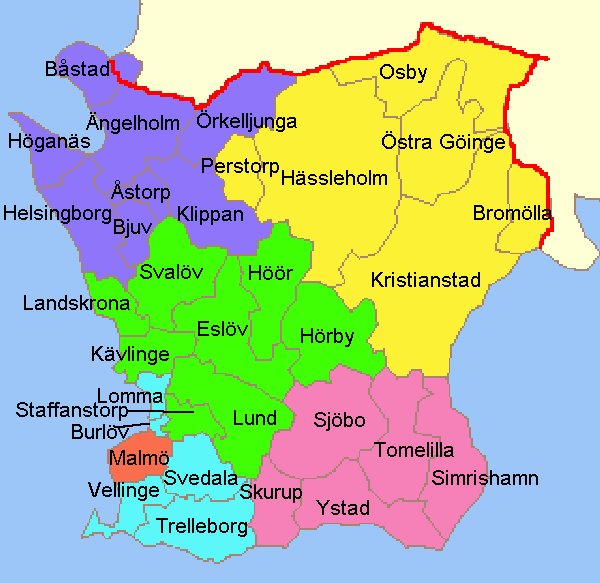
Skåne läns valkretsar vid val till regionfullmäktige.

### Valkretsar
Region Skåne är till fullmäktigevalet indelat i sex valkretsar kallade Mellankretsen, Nordostkretsen, Nordvästkretsen, Sydostkretsen, Sydvästkretsen I och Sydvästkretsen II till skillnad från Skåne läns fyra valkretsar i riksdagsvalet.